# Aeroportul Internațional Nicosia
Aeroportul Internațional Nicosia (IATA: NIC, ICAO: LCNC) este un aeroport din Nicosia, Districtul Nicosia, Cipru ce deservește zona Nicosia. A fost numit după zona deservită.
Situat la o altitudine de 220 m, aeroportul dispune de 2 piste.

## Infrastructură

### Piste
Aeroportul dispune de 2 piste. Pista 14/32 are suprafața de asfalt și dimensiunile 2.707 m × . Pista 09/27 are suprafața de asfalt și dimensiunile 1.825 m × . 